# Henrik Salée
Henrik Salée (nascido em 28 de novembro de 1955) é um ex-ciclista dinamarquês que participava em competições do ciclismo de pista.
Salée foi um dos atletas que representou a Dinamarca nos Jogos Olímpicos de 1980, em Moscou, onde competiu na prova de velocidade e terminou em quinto lugar.